# Estación de Nation (Metro de París)
La estación de Nation es una estación del metro de París situada bajo la plaza de la Nation en el límite de los distritos XI y XII. Pertenece a las líneas 1, 2, 6 y 9, siendo la única estación de la red en la que acaban dos líneas.
Además, ofrece conexiones con la línea A de la red de cercanías.

## Historia
La estación se inauguró el 19 de julio de 1900 con la llegada de la línea 1. Poco después, el 2 de abril de 1903, la línea 2, que llevaba ya varios años operativa alcanzó Nation, terminal de la línea. El 1 de marzo de 1906, fue la línea 6 la que también culminó su trazado en la estación al ser ampliado éste desde place d'Italie. Finalmente, ya en los años 30, el 10 de diciembre de 1933 se creó la estación de la línea 9 que en ese momento se extendió hasta Montreuil.
Por su parte, la conexión con la A de la red de cercanías data de finales de 1969.

## Descripción

### Estación de la línea 1
Se compone de dos vías y de dos andenes laterales curvados de 105 metros de longitud. La estación se sitúa bajo la zona sur de la plaza, rodeada por las estaciones en bucle de las líneas 2 y 6.
Está diseñada en bóveda elíptica revestida completamente de los clásicos azulejos blancos aunque en este caso son planos, sin biselar. La iluminación es de estilo Ouï-dire realizándose a través de estructuras que recorren los andenes sujetados por elementos curvados que proyectan una luz difusa en varias direcciones. Inicialmente esta iluminación coloreaba las bóvedas pero esta característica se ha perdido. 
La señalización por su parte usa la moderna tipografía Parisine donde el nombre de la estación aparece en letras blancas sobre un panel metálico de color azul. Por último, también de estilo ouï-dire combinando asientos convencionales con bancos que por su altura sólo permiten apoyarse.
Como todas las estaciones de la línea 1 dispone de puertas de andén.

### Estación de la línea 2

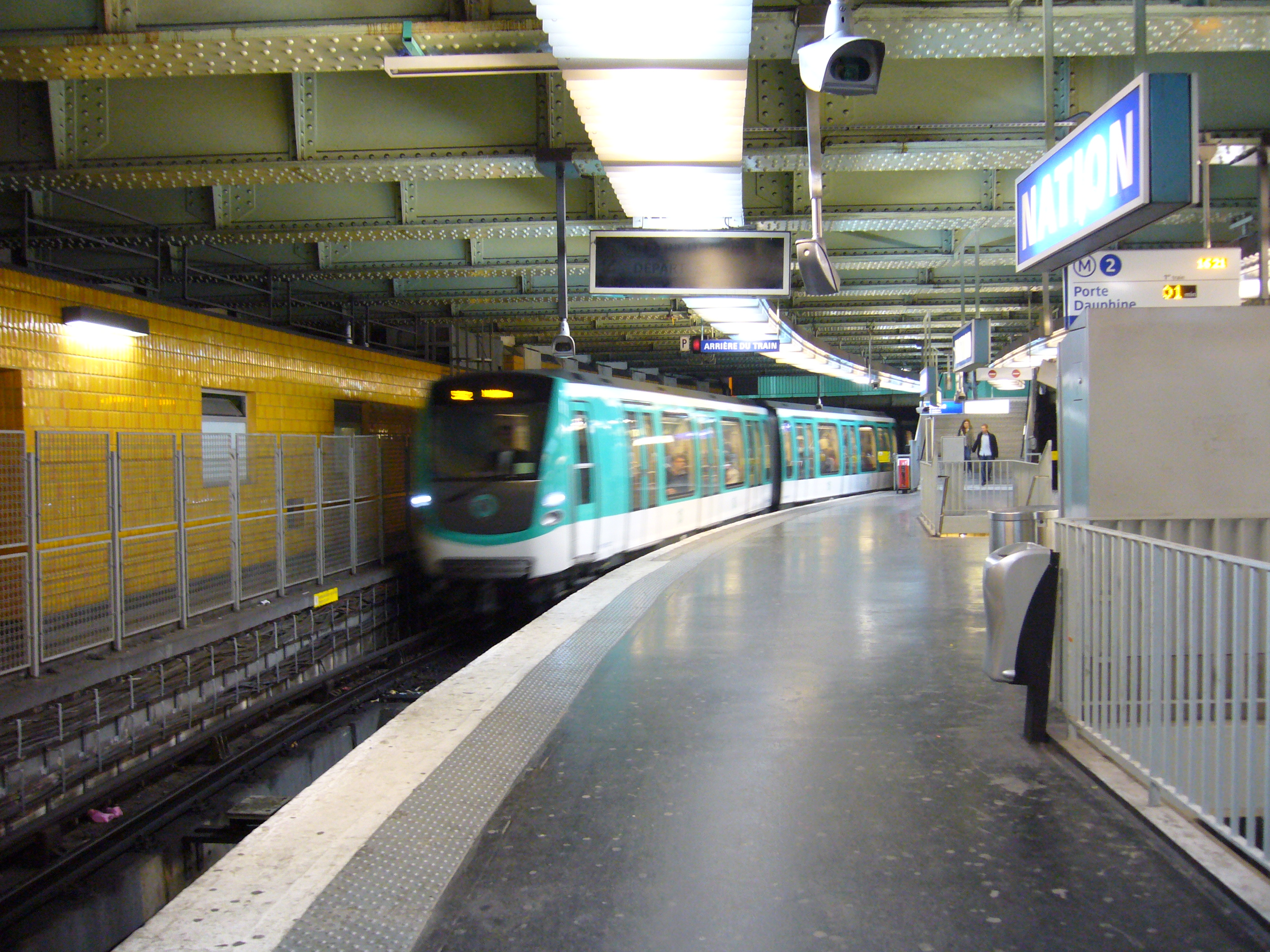
Un tren modelo MF2000 saliendo de la estación de la línea 2.

El terminal de la línea 2 forma un bucle que contiene numerosas zonas de garaje y que se encuentra bajo la plaza, ubicándose la estación en el centro del bucle. Ésta se compone de un amplio andén central curvado de 75 metros de longitud y de dos vías.
En su diseño emplea azulejos planos de color naranja que cubren la totalidad de las paredes que son totalmente verticales al igual que el techo, alejándose así del habitual diseño en bóveda que suelen tener las estaciones parisinas. En la parte superior, las vigas metálicas que sujetan la estructura quedan totalmente a la vista. Su sistema de iluminación no encaja con ninguno de los estilos habituales del metro parisino.
La señalización por su parte usa la moderna tipografía Parisine donde el nombre de la estación aparece en letras blancas sobre un panel metálico de color azul. Por último, los asientos de la estación son individualizados y de tipo Motte.

### Estación de la línea 6

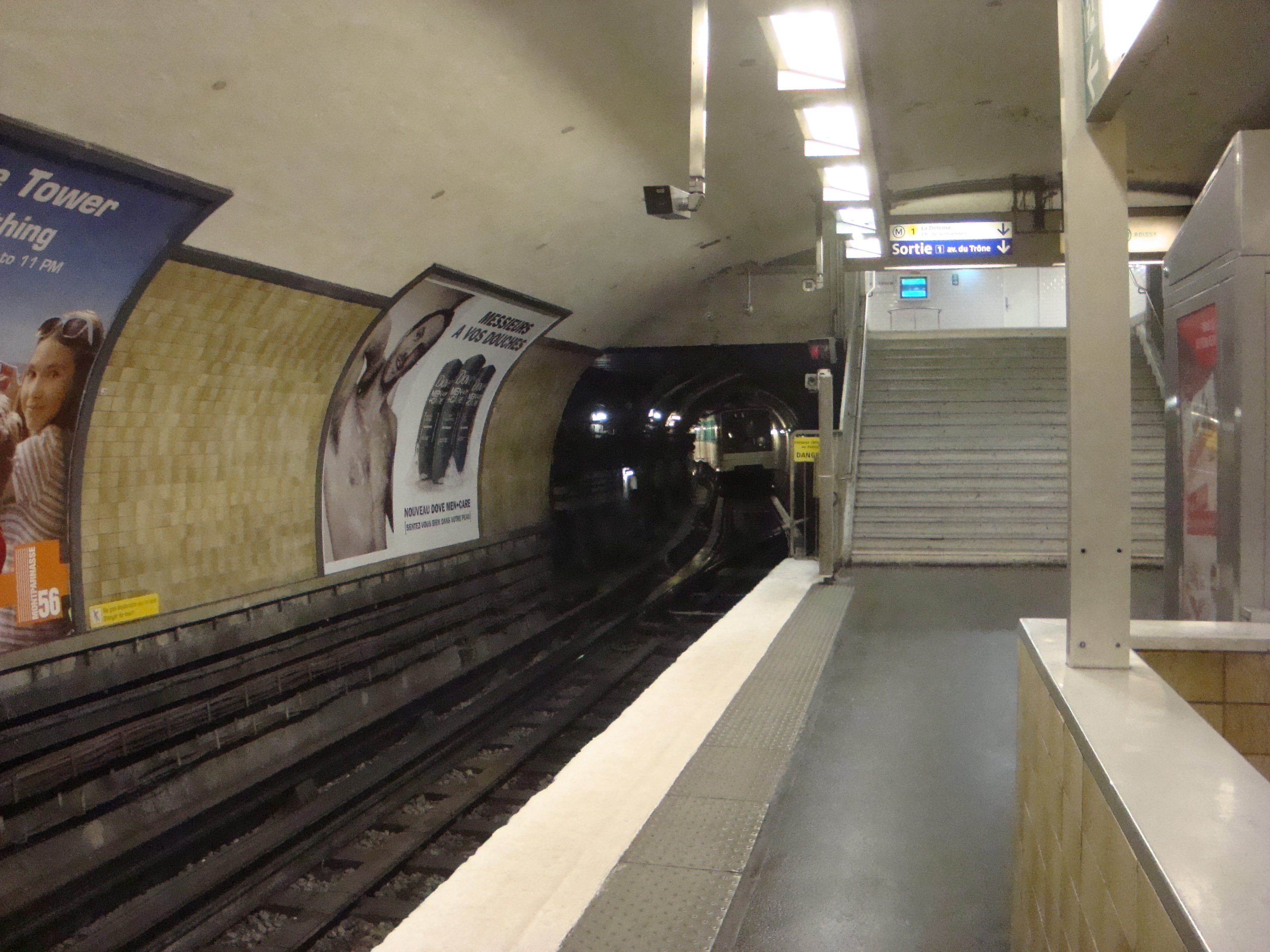
Vista parcial de la estación de la línea 6 donde se observa su atípico revestimiento e iluminación.

El terminal de la línea 6 es igualmente un bucle, que llega bajo la avenida de Bel-Air y sale bajo la avenida Dorian, la calle de Picpus y la avenida de Saint-Mandé. El retorno se hace usando el bucle sólo en hora punta, en hora valle se invierte el sentido de la marcha hasta la diagonal previa al bucle donde el tren toma la vía correcta, usándose el tramo del bucle de retorno como apartadero.
Se compone también de un andén central y de dos vías. Aunque recupera el diseño en bóveda, los azulejos planos que únicamente cubren parte de las paredes, lucen un atípico color marrón en varios tonos. Al igual que la estación de la línea 2 dispone de un sistema de iluminación atípico.
La señalización por su parte usa la moderna tipografía Parisine donde el nombre de la estación aparece en letras blancas sobre un panel metálico de color azul. Por último, los asientos de la estación son individualizados y de tipo Motte.

### Estación de la línea 9
Se compone de dos andenes curvados de 105 metros de longitud y dos vías. Su nombre completo es Nation -  Place des Antilles. Fue renovada en 2010.
Está diseñada en bóveda elíptica revestida completamente de los clásicos azulejos blancos biselados. Su iluminación ha sido renovada empleando el modelo vagues (olas) con estructuras casi adheridas a la bóveda que sobrevuelan ambos andenes proyectando la luz en varias direcciones.
La señalización por su parte usa la moderna tipografía Parisine donde el nombre de la estación aparece en letras blancas sobre un panel metálico de color azul. Por último, los asientos de la estación son los modernos Coquille o Smiley, unos asientos en forma de cuenco inclinado para que parte del mismo pueda usarse como respaldo y que poseen un hueco en la base en forma de sonrisa.
En el andén dirección Mairie de Montreuil es posible observar los escudos de dos departamentos de ultramar de Francia como son Guadalupe y Martinica.

## Accesos
La estación dispone de seis accesos, todos ellos situados en la plaza de la Nación o muy cerca de ella. El acceso de Bel-Air se realiza usando un ascensor.
- Acceso 1: a la altura de la avenida du Trône, esquina con la plaza de la Nación
- Acceso 2: a la altura de la avenida Dorian, esquina con la plaza de la Nación
- Acceso 3: a la altura del n.º 28 de la plaza de la Nación
- Acceso 4: a la altura del n.º 3 de la plaza de la Nación
- Acceso 5: a la altura del n.º 15 de la plaza de la Nación
- Acceso 6: a la altura de la avenida Bel-Air, esquina con la plaza de la Nación.